# Jocelin Echazabal
Jocelin Loreta Echazabal (* 13. Januar 2005) ist eine kubanische Leichtathletin, die sich auf den 100-Meter-Hürdenlauf spezialisiert hat.

## Sportliche Laufbahn
Erstmals Erfahrungen bei internationalen Meisterschaften sammelte Jocelin Echazabal im Jahr 2023, als sie bei den Panamerikanischen Spielen in Santiago de Chile in 13,40 s den sechsten Platz über 100 m Hürden belegte und der kubanischen 4-mal-100-Meter-Staffel zum Finaleinzug verhalf und damit zum Gewinn der Goldmedaille beitrug. Bei den World Athletics Relays 2024 auf den Bahamas verpasste sie mit der 4-mal-100-Meter-Staffel eine Direktqualifikation für die Olympischen Spiele in Paris und im August belegte sie bei den U20-Weltmeisterschaften in Lima nach einem komplett misslungenen Finallauf in 20,49 s den achten Platz.
2024 wurde Echazabal kubanische Meisterin im 100-Meter-Hürdenlauf sowie in der 4-mal-100-Meter-Staffel.

## Persönliche Bestzeiten
- 100 Meter: 11,53 s (−0,4 m/s), 10. April 2024 in Camagüey
- 100 m Hürden: 13,06 s (−2,0 m/s), 17. Mai 2024 in Havanna